# Тамуда (Дагестан)
Тамуда — село в Тляратинском районе Дагестана. Входит в состав сельского поселения сельсовет Мазадинский.

## География
Расположено в 12,5 км к северо-востоку от районного центра — села Тлярата, на правом берегу реки Мазадинка.

## Население
1. Н/Д[3]